# Bistum San Bernardino
Das Bistum San Bernardino (lateinisch Dioecesis Bernardinopolitana, englisch Diocese of San Bernardino) ist eine in den Vereinigten Staaten gelegene römisch-katholische Diözese mit Sitz in San Bernardino, Kalifornien.
Die Patrone des Bistums sind Bernhardin von Siena und Unsere Liebe Frau von Guadalupe.

## Geschichte

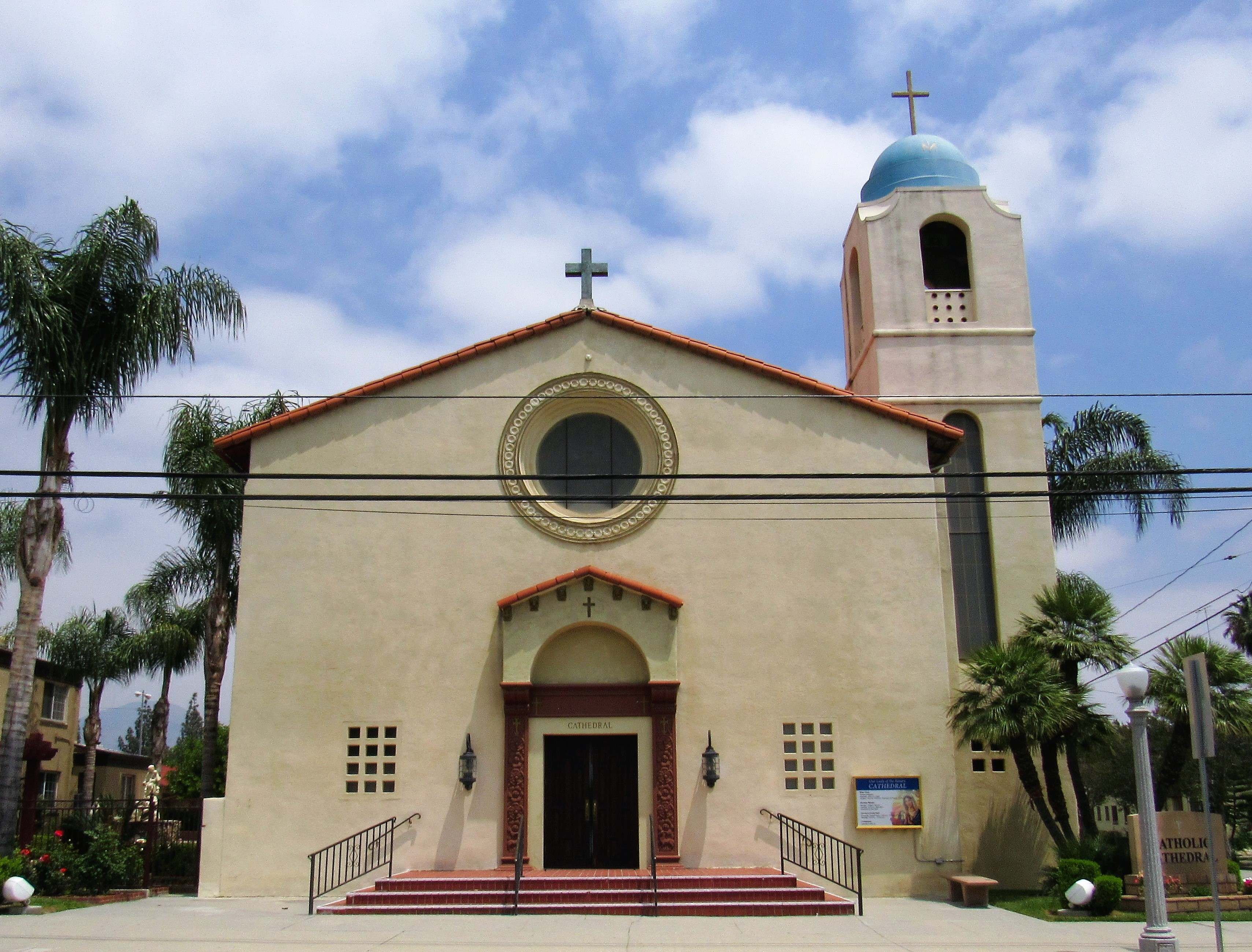
Kathedrale: Our Lady of the Rosary in San Bernardino

Das Bistum San Bernardino wurde am 14. Juli 1978 durch Papst Paul VI. mit der Apostolischen Konstitution Apostolici officii aus Gebietsabtretungen des Bistums San Diego errichtet und dem Erzbistum Los Angeles als Suffraganbistum unterstellt.
Der Grund für die Bildung des neuen Bistums lag vor allem im Bevölkerungswachstum des Riverside Countys und San Bernardino Countys. Phillip Francis Straling wurde am 6. November 1978 in Riverside zum ersten Bischof der neuen Diözese geweiht. Zur Kathedrale wurde die Kirche Holy Rosary in San Bernardino bestimmt. Laut der Juliausgabe 1978 der Bistumszeitung von San Diego, The Southern Cross, wurden 85 Gemeinden, 235.665 Gemeindemitglieder, 171 Priester und 31 katholische Schulen an das Bistum San Bernardino übertragen.
Die Geschichte der katholischen Kirche im Gebiet des späteren Bistums San Bernardino lässt sich bis ins 19. Jahrhundert zurückverfolgen. Im Jahr 1842 gründeten Siedler den ersten Ort im San Bernardino Valley, Agua Mansa, sowie die Pfarrei San Salvador. Nach einem schweren Hochwasser im Jahr 1862 wanderten viele der Pioniere nach Colton ab, wo sie 1893 eine Kirche mit selbem Namen errichteten.

## Territorium
Das Bistum San Bernardino umfasst die im Bundesstaat Kalifornien gelegenen Gebiete Riverside County und San Bernardino County.

## Bischöfe von San Bernardino
1. Phillip Francis Straling (1978–1995, dann Bischof von Reno)
2. Gerald Richard Barnes (1995–2020)
3. Alberto Rojas (seit 2020)

## Weihbischöfe
- Gerald Richard Barnes (1992–1995)
- Dennis Patrick O’Neil (2001–2003)
- Rutilio Del Riego Jáñez (seit 2005)